# فرناندو الأول ملك البرتغال
فرناندو الأول (لشبونة 31 أكتوبر 1345 - 22 أكتوبر1383 في لشبونة)، تاسع ملك للبرتغال والغرب، وهو ثاني أبناء بيدرو الأول وزوجته [[كونستانس من بينافيل|انفانتا كونستانس من قشتالة] لكنه أكبر من تبقى. خلف والده عام 1367، تزوج سراً من ليونور تيليس دي مينيزيس عام 1372 وأنجنب له ثلاثة أطفال ولكن واحدة منهم وصلت إلى سن البلوغ وهي الأميرة بياتريس من البرتغال وعند وفاته لم يكون لهُ وريث ذكر فصارت ابنته البالغة عشرة سنوات وريثة عرشه، وأصبحت الملكة الأم وصية عليها مع عشيقها كونت أوريم ولكن اغتيل من قبل أخيه المتمرد وهو الملك المستقبلي مما أدى إلى أندلاع الحرب الأهلية بين صهره خوان الأول ملك قشتالة وأخيه جواو الأول ملك البرتغال ولكن أخيه الأصغر غير الشقيق انتصر على صهرهِ في معركة فاصلة هي معركة ألجوباروتا وبهكذا أصبح أخوه مؤسساً لأسرة أفيز وملك البرتغال ومات صهره في قشتالة عام 1390 وأصبحت ابنته الوحيدة الأرملة إلى أن توفيت عام 1420.